# Манастирски комплекс Самтавро
Манастирски комплекс Самтавро (груз. სამთავროсе) састоји од цркве Преображења Господњег и женског манастира света Нина. Налази се на ушћу реке Арагви у реку Куру (град Мцхета, Грузија). Манастиром управља архиепископ Тбилисија и Мцхете.
Прва црква на овом месту сматра се да је изграђена у IV веку по наредби краља Миријана III. Према записима Вахуштија Багратионског, « Миријан је изградио величанствену цркву са каменом куполом, где је касније и сахрањен ». Црква Самтавро је постала гробница: «Миријан је сахрањен јужно од средњег стуба, а четири године после његове смрти умрла је краљица Нана која је сахрањена поред његовог гроба» . Захваљујући великим донацијама, храм је био један од најбогатијих у Грузији.
Храм је више пута током историје разрушаван и обнављан. У првој половини XI века, за време владавине Гиоргија I, по указу патријарха Мелхиседека I, храм је проширен, изграђена је јужна капија која је украшена оригиналним орнаментом. Такође је украшен ентеријер цркве.
Манастирски комплекс Самтавро обухвата: цркву Преображења Господњег, манастир свете Нине, звоник из периода XV—XVII века, цилиндричну утврђену кулу из XVIII века, црквени иконостас из XV века, фреске из XVII века. Код јужне капије налази се црква Архангела Михаила. У северном делу комплекса налазе се две цркве. Источно — црква Јована Крститеља, западно - црква Јована Златоустог. Са десне стране од великог олтара налази се црква светог Мирјана и Нане.
У комплексу Самтавро налази се много светиња: чудотворна Иверска икона, чудотворна икона свете Нине (поклон краља Гиоргија XII својим унуцима 1870. године), гробнице светог краља Миријана и краљице Нане, мошти светог Абибоса Некреског (испод часне трпезе и олтара), мошти светог Шиа Мгвимског и светог Гаврила Самтавријског, део камена са гроба свете Нине из Бодбе и друге реликвије.

### Галерија
- Фотографија манастира из XIX века.
- Гроб краља Миријана III и његове супруге Нане.
- Капела свете Нине из IV века.